# Dave Hewett
David Norman Hewett (Christchurch, 14 luglio 1971) è un ex rugbista a 15 e allenatore di rugby a 15 neozelandese, già pilone dei Crusaders e della provincia rugbistica di Canterbury.

## Biografia
Cresciuto nella provincia di Canterbury, fu in prestito a South Canterbury nel 1997 e con tale squadra esordì nel campionato provinciale di seconda divisione; tornato a Canterbury l'anno successivo, esordì in prima divisione e nel 1991 debuttò anche nella franchise di Canterbury in Super Rugby, i Crusaders, vincendo subito il titolo.
Esordì nel 2001 negli All Blacks in un test match a Dublino contro l'Irlanda e prese parte, con il terzo posto finale, alla Coppa del Mondo di rugby 2003, nel corso della quale disputò i suoi ultimi incontri internazionali.
Alla fine del 2004 Hewett siglò un contratto bimestrale con la squadra gallese degli Scarlets di Llanelli, nell'interstagione dell'Emisfero Sud, con l'impegno di tornare definitivamente in Europa alla fine della stagione di Super 12 2005 con i Crusaders.
Nel marzo successivo il club gallese disse di avere raggiunto l'intesa con un altro giocatore e Hewett fu lasciato libero di cercarsi un'altra destinazione dopo la fine del contratto con i Crusaders; Hewett firmò quindi un biennale con l'Edimburgo, in Celtic League anch'esso, col quale terminò la carriera nel 2007.
Passato alla carriera tecnica, divenuto nel 2008 allenatore degli avanti dei Crusaders, ne passò nel 2010, dopo tre stagioni, ad assistente allenatore, incarico tuttora ricoperto.

## Palmarès
- Super Rugby: 4
Crusaders: 1999, 2000, 2002, 2005
- National Provincial Championship: 2
2001, 2004